# Trematodon lacunosus
Trematodon lacunosus là một loài rêu trong họ Bruchiaceae. Loài này được Renauld & Cardot mô tả khoa học đầu tiên năm 1893.